# Færøernes geologi
Færøernes geologi er i hovedtrækkene let at overskue. Øerne er opbygget af basaltiske lavastrømme afvekslende med tynde lag af vulkansk aske (tuf), skiferler og basaltisk sandsten. Færøerne udgør en del af det Nordatlantiske basaltområde, der blev dannet ved intens vulkansk virksomhed under den tidlige palæogene åbning af Atlanterhavet mellem det nordvestlige Europa og Nordamerika. Det færøske basaltplateau har en samlet lagtykkelse på omtrent 3.000 m over havbunden, men ved dybdeboring på Suðuroy nåede man 2.178 m længere ned og dermed til en sammenlagt tykkelse på mere end 5.000 m.
Basaltlagene kan inddeles i tre serier, som hælder svagt mod østlige retninger. På grænsen mellem nedre og mellem serie findes visse steder kullag, som tidligere udgjorde en væsentlig del af den færøske energiforsyning.
Istidens gletsjere har formet det nuværende færøske landskab, og har aflejret op til 5 m tykke morænelag i dalene og fjordene, samt på havbunden ud til ca. 200 m vanddybde.

## Palæogen vulkanisme
I begyndelsen af Palæogen-perioden for 65 mio år siden fandtes Atlanterhavet ikke, idet Nordamerika og Eurasien, og nærmere bestemt Østgrønland og Skotland, grænsede op mod hinanden. Omkring 10 mio år senere (se kortet) blev området præget af en omfattende vulkanisme, som udover store mængder basaltisk lava også førte til en opsprækning hele vejen langs Grønlands østkyst efterfulgt af en havbundsspredning, begyndelsen til nutidens nordlige Atlanterhav. Af den afkølede lava opstod den typiske færøske basalt, der flere steder veksler med tynde tuf-lag, som er blødere end basalten, idet de består af sammentrykket vulkansk aske. De færøske basaltlag kan inddeles i tre serier, en nedre, mellem og øvre. Mellem den nedre og mellemste serie indtraf en periode uden særlig vulkansk aktivitet, hvor der voksede en skov-vegetation frem, som i dag ses som kullag på Suðuroy og Vágar.

### Nedre basaltserie
Basalt- og tuflag fra den nedre serie findes mod syd og vest, på Suðuroy, Vágar, Tindhólmur, Gásholmur og Mykines. De omtrent 900 m af serien som ligger over havniveau, består af 40-50 bænke af mørk og hård basalt, som er 10-30 m tykke, dog på Mykines op til 70 m. Bænkene er adskilt af 1-4 m tykke lag af tuf og tufholdig ler eller skifer, med spodariske forekomster af kul. Den nedre series basalter er ofte udviklet med søjler, som er 4-, 5- eller 6-sidede og op til 30 m høje. Basaltsøjler kan bl.a. ses ved Froðba, Hov, Gásadalur og kulminerne ved Hvalba. En dyb boring ved Lopra på Suðuroy har vist, at den nedre basaltserie fortsætter til næsten 2.200 m under havets overflade, med nogenlunde samme fremtræden som den blottede serie.

### Den kulførende serie
Nu fulgte en længere pause i vulkanudbruddene, hvorunder jordoverfladen pga regn blev udsat for forvitring, mens der voksede skov op. Mange træstykker og plantedele blev skyllet sammen i lavninger og dækket med ler og slam, hvor det efterhånden blev omdannet til kul. Den kulførende serie findes især på det nordlige Suðuroy, hvor den er blevet indvundet, samt i minder mængder på Vágar og Tindhólmur.

### Tuf-agglomeratzonen
Den inaktive vulkanske periode, hvor den kulførende serie dannedes, blev brat afsluttet af en voldsom, eksplosiv vulkansk aktivitet, hvor vulkaner foruden aske udkastede større partikler i form af vulkanske bomber og lapilli. Denne blanding af vulkanske partikler, tuf-agglomeratzonen, forekommer ligesom den kulførende serie på det nordlige Suðuroy og på Vágar og Tindhólmur, i 20-30 m tykkelse. Materialet er pga forvitring ofte rødfarvet.

### Mellemste basaltserie
Den voldsomme vulkanisme afløstes en mere rolig udbrudsaktivitet, som i den nedre basaltserie, men med væsentligt tyndere basaltbænke, sjældent over 2 m tykkelse og ofte svære at skelne fra hinanden. Denne serie findes over store dele af Færøerne, fra det nordlige Suðuroy i syd og helt dominerende på Vágar og det nordlige Streymoy, mens serien på Sandoy, Borðoy og de små nordøer er dækket af den øvre serie. Den mellemste serie er i alt 1.350 m tyk, nederst med få tuflag, som tiltager i hyppighed opad i lagserien. Lavaen er ofte udviklet som reblava, hvor tyndtflydende lava størkner med en særlig rynket struktur.

### Øvre basaltserie
Den vulkanske aktivitet skiftede nu igen karakter, så at basaltbænkene igen kommer til at minde om dem fra den nedre serie, dvs forholdsvis tykke bænke, ofte omkring 10 m, adskilt af tynde tuflag.Den øvre series lag har en tykkelse på 675 m og findes mod nord og øst, dvs på alle øerne med undtagelse af Suðuroy, Vágar, Tindhólmur og Mykines.

### Gange og sills
Den tykke serie af basaltbænke, som nu var dannet i det færøske område, fik igen vulkanismen til at skifte karakter. Lava kunne ikke længere trænge frem til overfladen og danne vandrette bænke, men presset nedefra gjorde at de nydannede basaltbænke blev gennemsat af et system af sprækker, som lava trængte ind i og størknede. I mellemtiden er en stor del af bænkene blevet fjernet ved erosion, og sprækkerne fremstår i dag dels som stejltstillede gange, der skærer bænkenes lagdeling, dels som vandrette sills, som følger lagdelingen. Sills ses især på grænsen mellem den mellemste og øvre basaltserie, som linseformede op til 50 m tykke legemer med flere km vandret udstrækning.

## Det færøske landskab
Efter opsprækningen af kontinentet kølede området omkring Færøerne af og sank ind. På Færøerne opstod der et system af sprækker i retning fra nordvest mod sydøst. Senere blev landet hævet igen, og de næste mange millioner af år blev området eroderet af floderne og vejret, bjerge og dale blev dannet og sprækkezonerne, som var de svageste punkter i lavastrømmene, blev slidt mest og blev til de mange parallelle stræder man ser i dag. I løbet af Neogen-perioden blev klimaet gradvis køligere og vanderosionen efterhånden dominerende i forhold til den kemiske forvitring. Landskabet begyndte at få sin nuværende karakter af egentligt bjerglandskab med højdeforskelle på 200-400 m.[kilde mangler]

### Istiden
Under den sidste istid var Færøerne dækket af en tyk, selvstændig iskappe. Kun nogle enkelte bjergtoppe ragede op over isen. Isen udryddede alt større dyreliv og sled (eroderede) voldsomt på fjeldene. Gradvis opstod et kuperet landskab med brede, men ikke særlig dybe dale. I tiden efter den sidste istid for omtrent 10.000 år siden foregik der en udstrakt jordflydning, frostforvitring og vandløbserosion. Gletsjere har ikke eksisteret på Færøerne siden istidens ophør.[kilde mangler]
Omkring år 600 indvandrede de første mennesker til Færøerne, hvor de hurtigt satte deres præg på landskabet, navnlig ved at indføre får, som fremmer græsvegetationen på bekostning af de lave buske og træer, man mener oprindeligt dækkede øerne.[kilde mangler]

## Råstoffer

### Sprængsten og tunneler
Sprængsten og grusmaterialer indvindes mange steder fra stenbrud tæt på vejnettet. Færøsk basalt er oftest en ret uforvitret bjergart, som relativt nemt lader sig anvende. Basalten er normalt kun opsprækket i mindre grad, hvilket er kommet de færøske tunnelbyggerier til gode, specielt de tunneler, som går under havet, dvs mellem Leirvík og Klakksvík og mellem Leynar og Fútaklettur på Vágar. Disse tunneler har kunnet anlægges uden foring, så de fremstår med rå klippevægge, hvorpå blot er opsat net til at fange nedfaldne småsten.[kilde mangler]

### Kul
Den kulførende serie forekommer hovedsagelig på det nordlige Suðuroy, hvor forekomsten breder sig over 23 km2, og bl.a. ved Trongisvág på vejen mellem Hvalba og Sandvík er kullene blevet indvundet og brugt i de færøske husholdninger, under begge verdenskrigene, men også i de første år efter 2. Verdenskrig. Kullene har en brændværdi på mellem 3.000 og 6.000 kcal/kg og et askeindhold på mellem 3 og 20%. Kulforekomsterne på Vágar og Tindhólmur er aldrig blevet udnyttet, da de både er for små og utilgængelige.

### Olie og gas
Da man i 1977 fandt olie i farvandet vest for Skotland, steg interessen for at undersøge mulighederne for færøsk olieudvinding. I 1981 borede man til mere end 2 km dybde ved Lopra på Suðuroy, dog uden at finde olie. Senere er der boret på den færøske kontinentalsokkel sydøst for øerne tæt på britisk farvand, og i 2004 fandt man olie i små mængder. Endnu en boring i 2008 i dette område viste ingen olie.

### Geotermisk energi
En del af den færøske energiforsyning stammer fra private geotermiske boringer. Her pumpes 13-14° C varmt vand op fra undergrunden, ledes gennem en varmepumpe og bruges til opvarmning. I 2015 fandt man i Kollafjørður i en privat boring i 200 m dybde vand med en temperatur på 25-27° C.